# Sivolisnata panjevka
Sivolisnata panjevka (lat. Hypholoma capnoides) je jestiva gljiva iz porodice strnišnica (Strophariaceae). 

## Opis
- Klobuk sivolisnate panjevke je širok od 5 do 10 centimetara, mesnat, suh, najprije kuglast pa otvoren, crvenkastosmeđe boje, u sredini tamniji.
- Listići su gusti, prirasli k stručku, sivkasti, bez tragova zelene boje.
- Stručak je visok od 3 do 5 centimetara, šupalj, vitak, tamnosmeđe boje, prema dnu tamniji.
- Meso je bijelo, slatkastog okusa, za razliku od crvenkaste panjevčice kojoj je meso gorko.
- Spore su eliptične, smeđe boje, 6 - 7 x 5 μm.

## Kemijske reakcije
Meso sivolisnate panjevke sa željeznim sulfidom boji se lagano u blijedozeleno, dok s kalijevom lužinom postaje rđastosmeđe. 

## Stanište
Raste na panjevima crnogorice od svibnja do kraja jeseni u skupinama po dvadesetak klobučića zajedno. 

## Upotrebljivost
Sivolisnata panjevka je jestiva.

## Sličnosti
Sivolisnata panjevka nepogrešivo se razlikuje od otrovne sumporače (lat. Hypholoma fasciculare) i nejestive crvenkaste panjevčice (lat. Hypholoma lateritium) po sivoj boji listića koji nikad ne poprimaju zelenkastu boju. Opasnost od zamjene s drugim nevaljalim gljivama nema. 

## Slike
|  |  |  |  |  |
|  |  |  |  |  |